# Lysoka
Lysoka (ou Lissoka) est une localité du Cameroun située dans le département du Fako et la Région du Sud-Ouest, à proximité du Golfe de Guinée. Elle fait partie de la commune de Buéa.